# Royal Wings
Royal Wings (RW, араб. الأجنحة الملكية) — бывшая авиакомпания в составе Royal Jordanian Group и чартерное подразделение Royal Jordanian — авиакомпании, базирующейся в Аммане.

## Флот
По состоянию на август 2017 года Royal Wings эксплуатировала один Airbus A320-200, арендованный у Royal Jordanian Airlines.

## История
Помимо услуг по воздушным перевозкам Royal Wings предоставляет услуги по техническому обслуживанию других самолетов. В 1979 году в гражданском аэропорту Аммана был создан оператор фиксированной базы (FBO), обеспечивающий VIP-обслуживание всех самолетов авиации общего назначения, а также коммерческих рейсов.
13 ноября 2018 года материнская компания авиакомпании Royal Jordanian объявила, что все операции Royal Wings завершатся 30 ноября 2018 года из-за убытков и высоких операционных расходов. Было также объявлено, что единственный самолет, эксплуатируемый Royal Wings, будет передан обратно в Royal Jordanian. Кроме того, 12 прикомандированных сотрудников вернулись в RJ, а 18 новых сотрудников, которые ранее работали в Royal Wings, также перешли в материнскую компанию в конце месяца.

## Направления

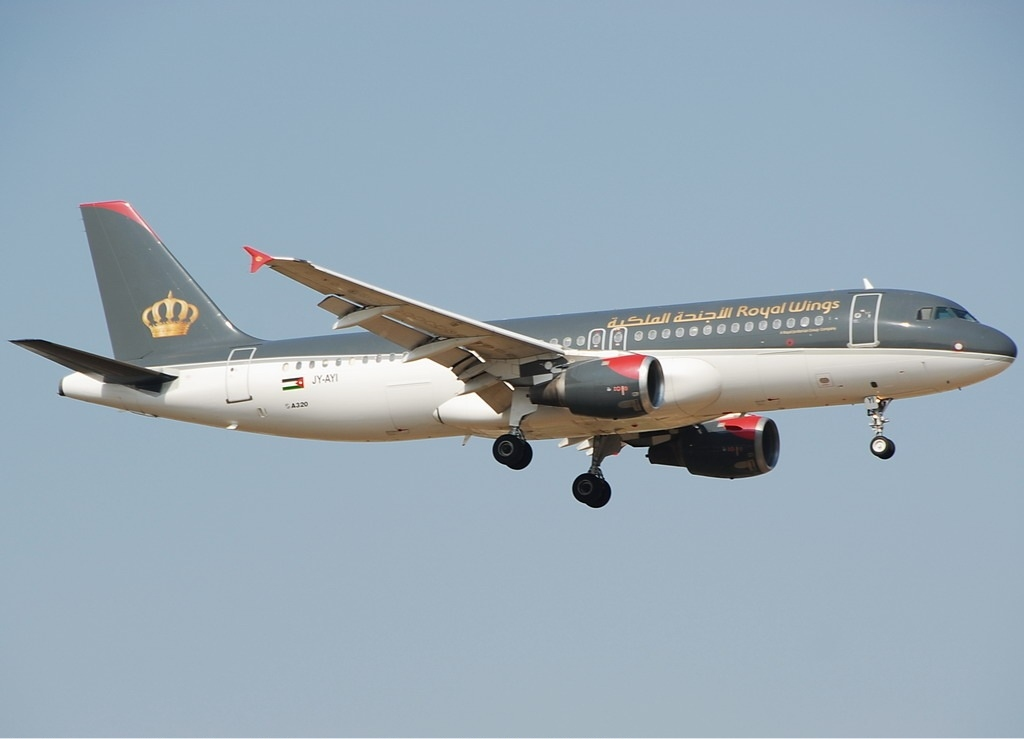
Royal Wings Airbus A320

По состоянию на апрель 2017 года Royal Wings выполняла регулярные рейсы по следующим направлениям:
| Страна                        | Город  | Аэропорт                                         | Заметки  |
| ----------------------------- | ------ | ------------------------------------------------ | -------- |
| Египет                        | Каир   | Каирский международный аэропорт                  |          |
| Грузия                        | Батуми | Александр Картвели Международный аэропорт Батуми | Устав    |
| Иордания                      | Амман  | Международный аэропорт королевы Алии             |          |
| Иордания                      | Акаба  | Международный аэропорт имени короля Хусейна      | База     |
| Ливан                         | Бейрут | Бейрут — Международный аэропорт Рафик Харири     | Сезонный |
| Объединенные Арабские Эмираты | Дубай  | Международный аэропорт Аль-Мактум                |          |